# Vivien Leigh
Vivien Leigh, Lady Olivier (Darjeeling, Índia, 5 de novembre del 1913-Londres, Anglaterra, 8 de juliol del 1967) va ser una actriu anglesa guanyadora de dos Oscar per les seves interpretacions de dues belles surenyes: Scarlett O'Hara, en Allò que el vent s'endugué (1939), i Blanche DuBois, en A Streetcar Named Desire (1951).
Les seves actuacions, però, no es limitaven només al cinema, sinó que, sovint, participava també en diverses obres de teatre a Londres. El seu principal col·laborador, per descomptat, va ser el seu marit, el també dramaturg Laurence Olivier, que la va dirigir en moltes de les seves representacions. D'aquesta manera, amb una carrera professional de més de 30 anys, Vivien ha acabat sent una de les actrius de teatre i cinema més prolífiques de la història, amb unes interpretacions que han anat des de les heroïnes de les comèdies de Noël Coward i George Bernard Shaw a les protagonistes dels clàssics shakesperians com Ofèlia, Julieta o Lady MacBeth.
Malauradament, la seva vida professional es va veure afectada per dos grans obstacles. Per un costat, Vivien era conscient de la seva pròpia bellesa i això la va portar a pensar que els altres no la prenien seriosament com a actriu. D'altra banda, la seva delicada salut es va convertir en el seu principal repte: debilitada la major part del temps per un trastorn bipolar i per recurrents brots de tuberculosi, Vivien va acabar tenint la reputació de ser una persona difícil amb qui treballar. Això va fer que la seva carrera no tingués una projecció ascendent, sinó que, al contrari, més aviat es caracteritzés per puntuals períodes d'èxit i una majoria de declivi.

## Biografia

### Infantesa i joventut
Vivien Leigh, nascuda com Vivian Mary Hartley a Darjeeling (Índia), era filla d'una família benestant anglesa. Son pare, Ernest Hartley, era un oficial britànic i la seva mare, Gertrude Robinson Yackje, es comentava que era filla de Mary I. Robinson i John G. Yackje (casats el 1872). La parella es va casar a Kensington (Londres) el 1912. El 1917, però, Ernest Hartley va ser traslladat a Bangalore (Índia) i la seva dona i filla el van seguir, i s'establiren a Ootacamund. Vivian Hartley va fer la seva primera aparició escènica ja a l'edat de tres anys, recitant la cançó infantil anglesa "Little Bo Peep" per al grup de teatre amateur de la seva mare. Gertude Hartley va intentar inculcar a la seva filla l'apreciació de la literatura i la va introduir en el món de Hans Christian Andersen, Lewis Carroll i Rudyard Kipling, així com en les històries de la mitologia grega i el folklore indi. Filla única, Vivien Hartley va ser enviada al convent del Sagrat Cor de Roehampton (Anglaterra, ara Escola Woldingham) el 1920 amb sis anys. Allà, hi va conèixer una altra futura actriu que es convertiria en una de les seves millors amigues, Maureen O'Sullivan, a qui va expressar el seu desig d'esdevenir una "gran actriu". Va viatjar amb els seus pares durant quatre anys, va assistir a escoles d'Europa, sobretot a Dinard (Bretanya, França), Biarritz (França), el Sagrat Cor a San Remo, a la Riviera italiana, i a París, dominant tant el francès com l'italià. La família va tornar a Gran Bretanya el 1931. Va anar a vure A Connecticut Yankee, una de les pel·lícules d'O'Sullivan que es projectava al West End de Londres, i va explicar als seus pares les seves ambicions de convertir-se en actriu. Poc després, el seu pare va inscriure Vivian a la Royal Academy of Dramatic Art (RADA) de Londres.
Vivian va conèixer a Herbert Leigh Holman, conegut com Leigh Holman, el 1931, un advocat amb 13 anys més que ella. Malgrat la seva desaprovació per la "gent teatral", es van casar el 20 de desembre de 1932 i ella va acabar els seus estudis a RADA, ja que la seva assistència i interès per actuar van disminuir després de conèixer Holman. El 12 d'octubre de 1933 a Londres va donar a llum una filla, Suzanne, més tard la senyora Robin Farrington.

### Carrera
Els amics de Leigh li van suggerir que fes un petit paper d'escolar a la pel·lícula Things Are Looking Up, que va ser el seu debut cinematogràfic, encara que no acreditat com a extra. Va contractar un agent, John Gliddon, que creia que "Vivian Holman" no era un nom adequat per a una actriu. Després de rebutjar els seus nombrosos suggeriments, va prendre "Vivian Leigh" com el seu nom professional. Gliddon la va recomanar a Alexander Korda com a possible actriu de cinema, però Korda la va rebutjar perquè hi veia potencial. Va ser escollida per a les obres The Green Sash i The Mask of Virtue i va rebre excel·lents crítiques, seguides d'entrevistes i articles de diaris. Un d'aquests articles provenia del  Daily Express , en què l'entrevistador va assenyalar que "li va passar un llamp sobre la cara", que va ser la primera menció pública dels ràpids canvis d'humor que la van caracteritzat. John Betjeman la va descriure com "l'essència de la noia anglesa". Korda va assistir a la seva actuació a la nit d'obertura, va admetre el seu error i li va fer per un contracte de cinema. Va continuar amb l'obra, però, quan Korda la va traslladar En un teatre més gran, es va trobar que Leigh era incapaç de projectar la seva veu adequadament o de cridar l'atenció d'un públic tan nombrós, i l'obra es va tancar poc després. A la publicació, Carroll havia revisat l'ortografia del seu primer nom per "Vivien".
Les altres primeres pel·lícules angleses de Leigh incloïen Fire Over England (1937), una aventura isabelina que co-protagonitzava el futur marit Laurence Olivier, amb qui es va casar entre 1940 i 1960. A Yank at Oxford (1938), de MGM, filmada a Anglaterra, va protagonitzar Leigh en el petit paper d'una dona minimalista, amb Robert Taylor i Maureen O'Sullivan en els papers estrella.

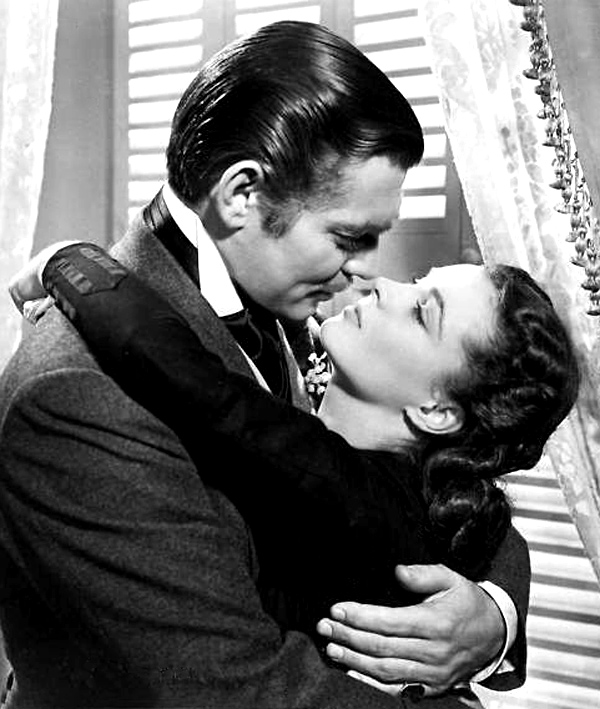
Clark Gable i Leigh en una postura amorosa a Allò que el vent s'endugué (1939).

Visitant Olivier a Hollywood mentre filmava el seu paper innovador a Wuthering Heights (1939), Leigh va provar per Scarlett O'Hara i, per a la consternació de molts, va guanyar aquest tant desitjat paper. Més que mantenir el nivell del Rhett Butler de Clark Gable i els nombrosos desastres que van afectar l'heroïna d'aquest romàntic èpic, va guanyar totes les seves crítiques i es va convertir en una estrella internacional. Allò que el vent s'endugué va portar a Leigh l'atenció i la fama immediates, però es va citar que va dir: "Jo no sóc una estrella de cinema, sóc actriu. Ser una estrella de cinema, només una estrella de cinema, és una vida falsa, viscuda per falsos valors i publicitat. Les actrius continuen durant molt de temps i sempre hi ha papers meravellosos per interpretar." La pel·lícula va guanyar 10 Oscars inclòs el seu primer Oscar a la millor actriu, i també va guanyar un New York Film Critics Circle Award a la millor actriu.

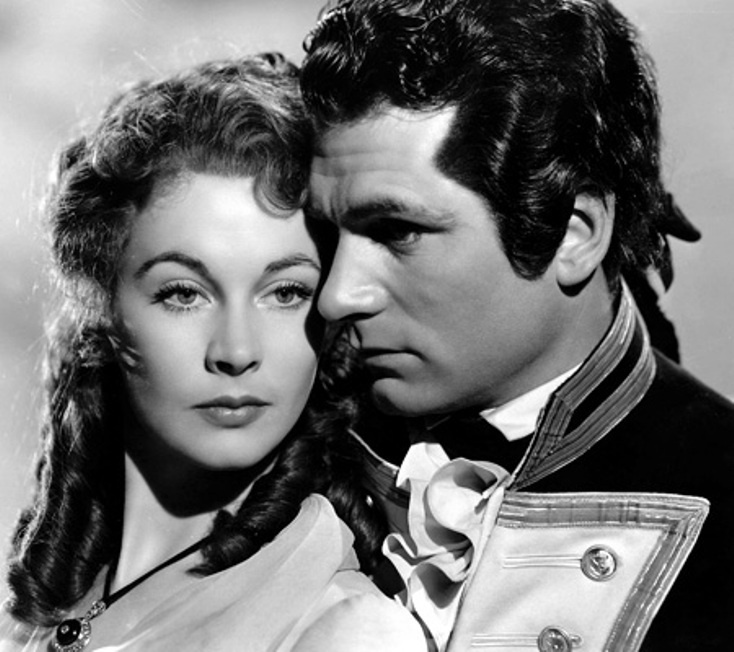
Leigh i Laurence Olivier a Lady Hamilton (1941)

Leigh va fer només nou pel·lícules després d'Allò que el vent s'endugué, un número decebedor per a una actriu les principals ambicions de les quals semblaven estar al teatre, tot i que era molt adequada per a les pel·lícules. Es va retrobar amb Taylor a Waterloo Bridge (1940), un emotiu remake del drama del Pre-Code de 1931 sobre una dona jove que es converteix en prostituta després de creure que el seu amant havia estat assassinat durant la Primera Guerra Mundial. Va interpretar el paper principal de Lady Hamilton (1941), que sovint se citava com la pel·lícula preferida de Sir Winston Churchill. Era una Cleopatra deliciosament gateta en una versió cinematogràfica de Shaw de Cèsar i Cleopatra (1945) i va aportar una tràgica alçada a l'heroïna d'Anna Karenina de Tolstoi (1948).

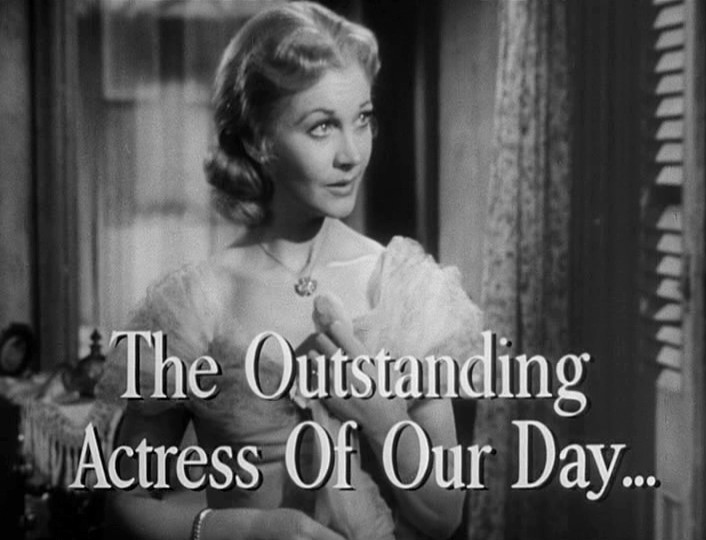
Com Blanche DuBois, del trailer de la versió cinematogràfica d'A Streetcar Named Desire.

A continuació, Leigh va buscar el paper de Blanche DuBois a la producció escènica del West End de la versió de Tennessee Williams d'A Streetcar Named Desire i va ser emesa després que Williams i la productora de l'obra Irene Mayer Selznick la veiessin a The School for Scandal i Antígona; Olivier va ser contractat per dirigir la pel·lícula. L'obra contenia una escena de violació i referències a promiscuïtat i homosexualitat, i estava destinada ser controvertida; la discussió mediàtica sobre la seva idoneïtat es va afegir a l'ansietat de Leigh. No obstant això, va creure fermament en la importància de l'obra.
Després del seu triomf a A Streetcar Named Desire, Leigh va interpretar altres belleses envellides i problemàtiques a The Deep Blue Sea (1955), La primavera romana de la senyora Stone (1961) i El vaixell dels bojos (1965). Els seus nombrosos papers escènics al llarg dels anys, sovint representats al costat del seu distingit marit, van des de Julieta fins a Lady Macbeth. Va tenir èxits particulars amb The Skin of Our Teeth a l'escenari londinenc i Tovarich a Broadway, amb aquesta última obra que li va atorgar el premi Tony a la Millor Actriu Protagonista de Musical el 1963.
Un trastorn bipolar sovint li suposava que la seva vida personal fos tan turbulenta com la d'una de les seves tràgiques heroïnes. Va morir de tuberculosi el 1967.

## Filmografia

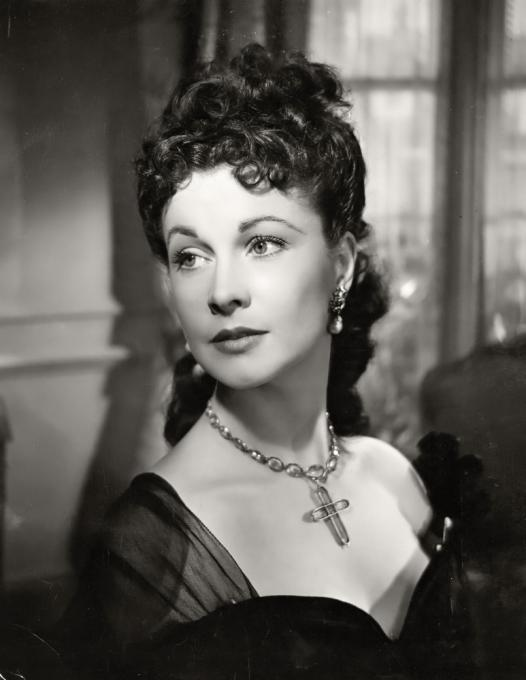
Vivien Leight a Anna Karenina.

- Things Are Looking Up (1935) (no acreditada)[27]
- The Village Squire (1935)
- Gentlemen's Agreement (1935)
- Look Up and Laugh (1935)
- Fire over England (1937)
- Dark Journey (1937)
- Storm in a Teacup (1937)
- A Yank at Oxford (1938)
- Sidewalks of London (1938)
- Allò que el vent s'endugué (Gone with the Wind) (1939)
- Waterloo Bridge (1940)
- Vint-i-un dies junts (21 Days) (1940)[28]
- Lady Hamilton (That Hamilton Woman) (1941)
- Cèsar i Cleopatra (Caesar and Cleopatra) (1945)
- Anna Karenina (1948)
- A Streetcar Named Desire (1951)
- The Deep Blue Sea (1955)
- La primavera romana de la senyora Stone (The Roman spring of Mrs.Stone) (1961)
- El vaixell dels bojos (Ship of Fools) (1965)

## Premis i nominacions

### Premis
- 1940: Oscar a la millor actriu per Allò que el vent s'endugué
- 1951: Copa Volpi per la millor interpretació femenina per A Streetcar Named Desire
- 1952: Oscar a la millor actriu per A Streetcar Named Desire
- 1953: BAFTA a la millor actriu britànica per A Streetcar Named Desire

### Nominacions
- 1952: Globus d'Or a la millor actriu dramàtica per A Streetcar Named Desire